# Sunao Wada
Sunao Wada (和田直, Wada Sunao) (13 januari 1934 - 29 april 2021) was een Japanse blues- en jazzgitarist.

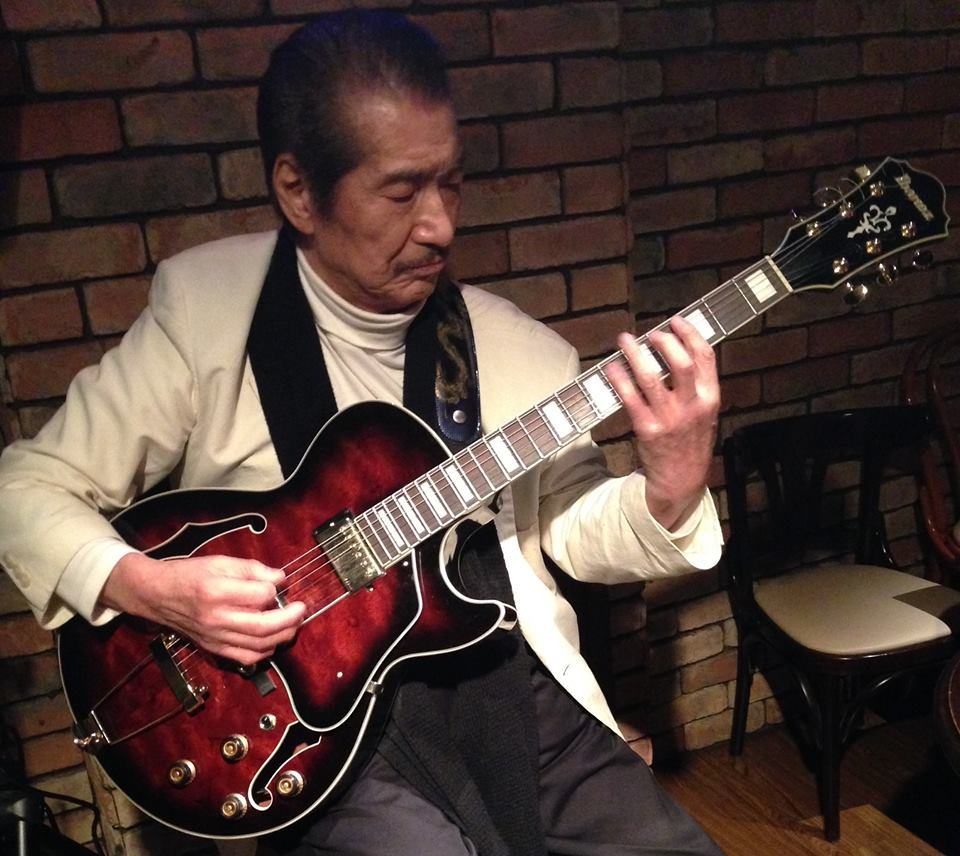
Sunao Wada

Sunao Wada maakte in de jaren 70 voor het platenlabel Three Blind Mice een reeks langspeelplaten, zoals Coco's Blues (1972), Blues World (1974), Blues for Bird, Four Scenes (1976) en Blues Blues Blues (1977), opgenomen met musici als Kunji Nobutaka, Kenji Mori, Takehiro Honda, Masaru Imada, Ushio Sakai, Mitsuaki Furuno, Isao Suzuki, Tetsujiro Obara en Arihide Kurata. Zijn muziek varieerde stilistisch van Chicago-blues tot modern jazz, en dan vooral souljazz. In de jazz speelde hij tussen 1972 en 1977 mee in zes opnamesessies. In Nagoya speelde hij in latere jaren met onder anderen Tomonao Hara.